# Giovanni Francesco Guerrieri (Maler)

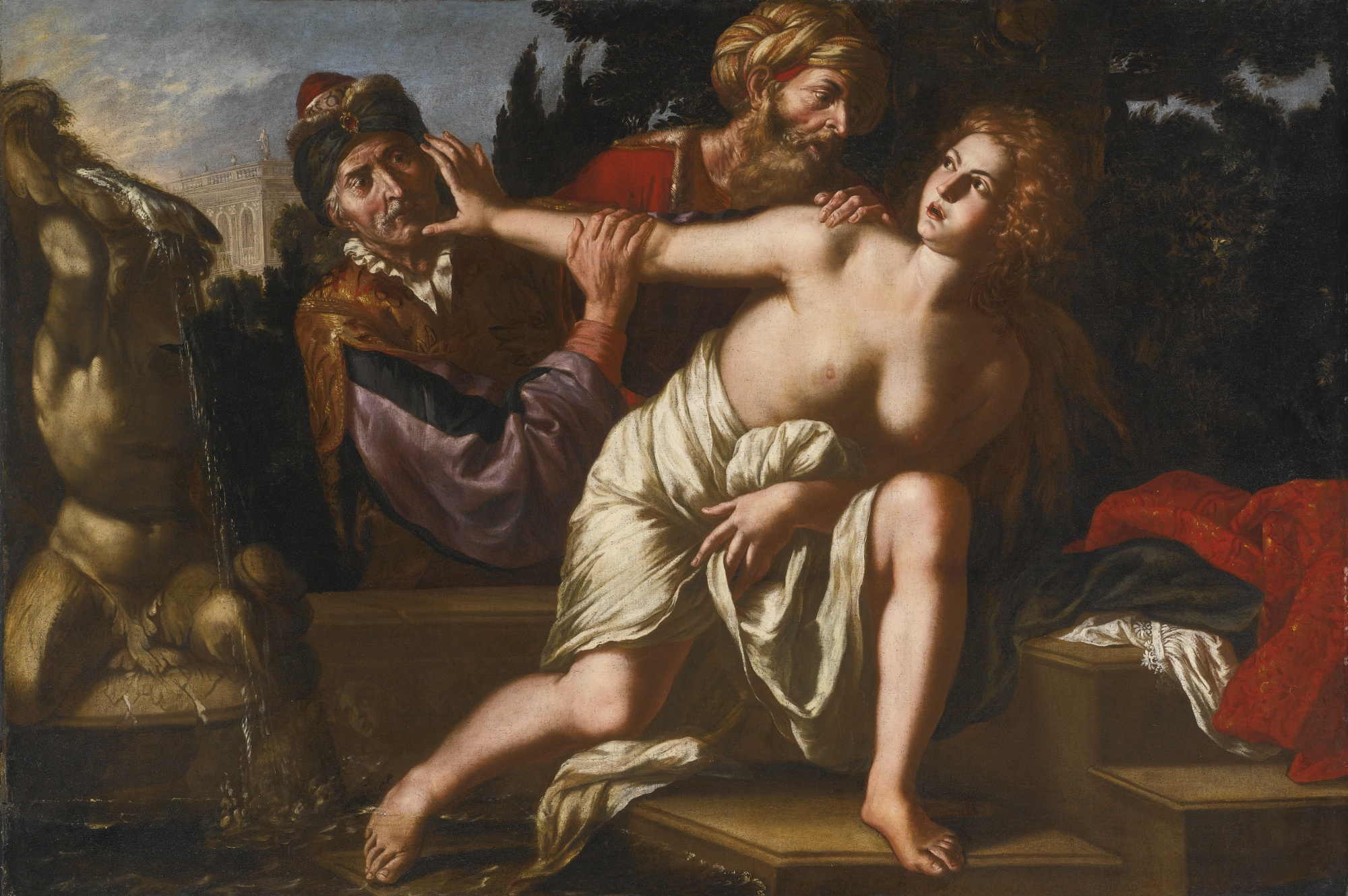
Susanna und die Ältesten von Giovanni Francesco Guerrieri

Giovanni Francesco Guerrieri (* 1589 in Fossombrone; † 3. September 1657 in Pesaro) war ein italienischer Maler.

## Leben
Sein Vater Ludovico Guerrieri war Doktor des Rechts und von 1587 bis 1617 Notar sowie Podestà von Mombaroccio, seine Mutter war Vittoria Draghi. In Pesaro, wo er sich nach eigenen Angaben 1605 aufhielt, lernte er die Werke von Giovanni Giacomo Pandolfi und von Federico Zuccari kennen. In demselben Jahr zog er nach Rom, wo er von 1610 bis 1618 im Dienste der Borgia stand. Sein erstes signiertes und datiertes Werk stammt aus dem Jahr 1611, eine Darstellung der heiligen Maria Magdalena als Büßerin. Bis zu seinem Tod schuf er für viele Kirchen der Marken eine große Anzahl von Gemälden, die biblische und religiöse Themen darstellten.
Er wurde in der Kirche San Domenico in Pesaro beigesetzt.

## Werke (Auswahl)
- Maria Magdalena als Büßerin (Fano, Fondazione Cassa di risparmio, aus der Sammlung Cappellani-Pace in Fossombrone), 1611.
- San Pietro in carcere (Urbino, Galleria Nazionale delle Marche), zwischen 1611 und 1620, 128 × 171 cm, Öl auf Leinwand.
- Susanna und die Ältesten (2013 bei Sotheby’s in New York versteigert, Sale N08952), zwischen 1615 und 1620, 120 × 178 cm, Öl auf Leinwand.
- Heilige Agnese (Fondazione Cavallini Sgarbi), ausgestellt 2016 in Osimo, um 1640.